# Sydlig trädlöpare
Sydlig trädlöpare (Philorhizus quadrisignatus) är en skalbaggsart som först beskrevs av Pierre François Marie Auguste Dejean 1825.  Sydlig trädlöpare ingår i släktet Philorhizus, och familjen jordlöpare. Arten är tillfälligt reproducerande i Sverige.